# Bahía de Eddrachillis
La bahía de Eddrachillis (en inglés, Eddrachillis Bay) en una bahía en la costa noroccicental de la provincia de Sutherland en Escocia en el Reino Unido. Queda al norte de la parroquia de Assynt y es la boca del Loch a' Chàirn Bhàin, también conocido como el Loch Cairnbawn. Está habitada por la parroquia de Eddrachillis, con quien comparte el nombre.
- Datos: Q5336622
- Multimedia: Eddrachillis Bay / Q5336622